# Euphorbia coccinea
Euphorbia coccinea är en törelväxtart som beskrevs av Benjamin Heyne och Albrecht Wilhelm Roth. Euphorbia coccinea ingår i släktet törlar, och familjen törelväxter. Inga underarter finns listade i Catalogue of Life.